# Akhisar
Akhisar – miasto w Turcji w prowincji Manisa powstałe na miejscu starożytnego miasta Tiatyry.
Według danych na rok 2000 miasto zamieszkiwało 81 510 osób.
Ośrodek handlu bawełną, tytoniem, rodzynkami oraz grafitem.

## Miasta partnerskie
- Bruksela, Belgia
- Antwerpia, Belgia
- Lima, Peru
- Maradi, Niger
- Lozanna, Szwajcaria
- Duala, Kamerun
- Maskat, Oman
- Porto, Portugalia
- Kiszyniów, Mołdawia